# Danial Ilkhanipour

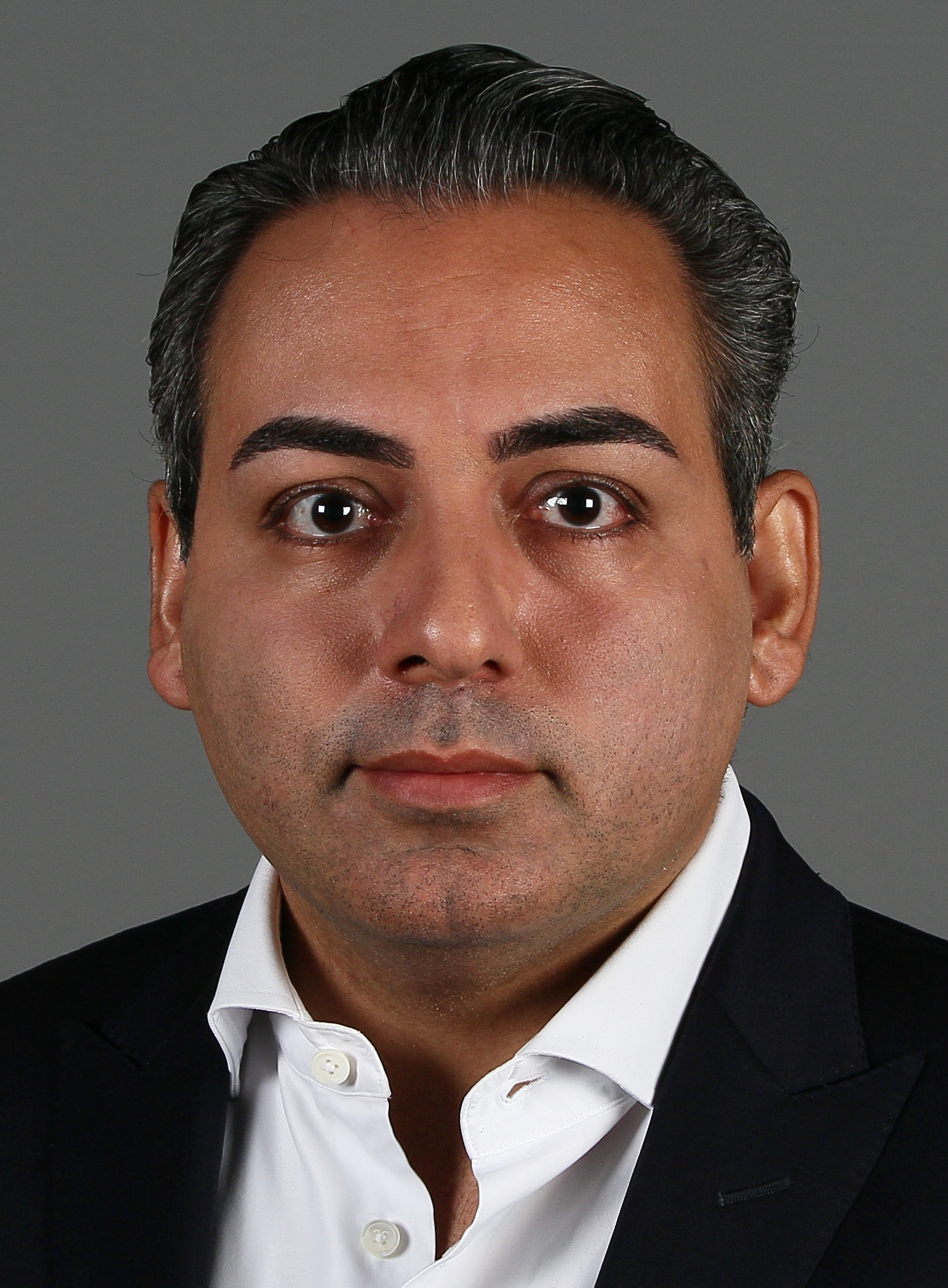
Danial Ilkhanipour (2018)

Danial Ilkhanipour (* 16. Oktober 1981 in Elmshorn) ist ein Hamburger SPD-Politiker und seit 2015 Mitglied der Hamburgischen Bürgerschaft.

## Leben
Danial Ilkhanipour ist das einzige Kind einer iranischen Einwandererfamilie. Er ist im Stadtteil Hamburg-Stellingen aufgewachsen und lebt dort noch heute. Von 1987 bis 1991 besuchte Danial Ilkhanipour die Grundschule Frohmestraße in Schnelsen, anschließend das Gymnasium Dörpsweg in Eidelstedt, wo er im Jahr 2000 das Abitur ablegte. Ab 2000 studierte Ilkhanipour Rechtswissenschaft an der Universität Hamburg, wo er im Jahr 2008 den akademischen Grad des Baccalaureus Juris erlangte. 2009 erlangte er den Grad des Magister Juris.

## Politik
Ilkhanipour wurde 1998 Mitglied der SPD. Von 2001 bis 2004 war Ilkhanipour Vertreter im Studierendenparlament der Universität Hamburg. Von 2004 bis 2007 war er stellvertretender Landesvorsitzender der Hamburger Jungsozialisten, von 2007 bis März 2009 deren Landesvorsitzender. 2004 wurde er Beisitzer im SPD-Distriktsvorstand Harvestehude/Rotherbaum und ist seit 2018 stellvertretender Vorsitzender. Von 2006 bis 2010 war er Mitglied im Kreisvorstand der SPD Eimsbüttel und von 2008 bis 2010 Mitglied im SPD-Landesvorstand. 2016 wurde er wieder Mitglied im Kreisvorstand der SPD-Eimsbüttel.
Von April 2001 bis April 2004 war Ilkhanipour Mitarbeiter des SPD-Bundestagsabgeordneten Johannes Kahrs. Von April 2004 bis März 2008 war er wissenschaftlicher Mitarbeiter des Hamburger Bürgerschaftsabgeordneten Jürgen Schmidt (SPD). Zwischen April 2008 und der Bürgerschaftswahl 2015 war Ilkhanipour wissenschaftlicher Mitarbeiter der Hamburger Bürgerschaftsabgeordneten Martina Koeppen (SPD). Am 2. März 2025 gelang Ilkhanipour erneut der Einzug in die Hamburgische Bürgerschaft. [1]

### Bundestagskandidatur 2009
Die Aufstellung Ilkhanipours als SPD-Kandidat für die Bundestagswahl 2009 war mit innerparteilichen Kontroversen verbunden. Ilkhanipour ließ sich 2008 im SPD-Distrikt Harvestehude-Rotherbaum zum Delegierten wählen, um auf der Kreisdelegiertenversammlung für den bisherigen Mandatsträger Niels Annen als erneuten Direktkandidaten für die Bundestagswahl zu stimmen, gab später jedoch seine eigene Kandidatur innerhalb der vom Kreisvorstand festgesetzten Frist bekannt. Am 15. November 2008 stimmten auf der Kreisvertreterversammlung 45 Delegierte für Ilkhanipour als Bundestagskandidaten, auf Annen entfielen 44 Stimmen. Damit war Ilkhanipour als Direktkandidat gewählt.
Mehrere SPD-Mitglieder des Kreises Eimsbüttel fochten die Wahl Ilkhanipours an, da drei der 89 Delegierten auf der Kreisdelegiertenversammlung noch keine zwölf Monate SPD-Mitglied waren, wie dies die SPD-Satzung für gewählte Ämter vorsehe. Die Anfechtung wurde im Dezember 2008 von der SPD-Schiedskommission abgelehnt, da das Delegiertenmandat einer Wahlversammlung kein Parteiamt im Sinne der Satzung sei.
Bei der Wahl zum Bundestag am 27. September 2009 erreichte Ilkhanipour mit 23,8 % der Erststimmen den dritten Platz der Direktbewerber hinter Rüdiger Kruse von der CDU (31,3 %) und Krista Sager (25,9 %) von den Grünen.

### Nach der Bundestagswahl 2009
Ilkhanipour wurde 2011 einer von zwei Sprechern des neugegründeten „Kreis Liberaler Sozialdemokraten“. Die vorwiegend aus hamburgischen SPD-Mitgliedern bestehende innerparteiliche Strömung sieht sich in der Tradition des Godesberger Programms und der sozialliberalen Regierungspolitik der Bundeskanzler Willy Brandt und Helmut Schmidt.
Bei der Wahl zur Hamburgischen Bürgerschaft 2015 kandidierte Ilkhanipour auf Platz 57 der SPD-Landesliste. Über die Landesliste wurde er direkt gewählt und wurde Mitglied der 21. Hamburgischen Bürgerschaft. Seit 2018 ist er Sprecher seiner Fraktion in der Bürgerschaft für Europa und Internationales.
Bei der Europawahl 2024 kandidiert Ilkhanipour auf Platz 44 der Europawahlliste der SPD.

### Engagement
Ilkhanipour setzt sich aktiv gegen Alltagsrassismus und Diskriminierung ein. Beispielsweise organisierte er gemeinsam mit Michel Abdollahi eine Veranstaltung zum Thema Wo kommst du eigentlich her?. So setzte er sich beispielsweise für einen Deutschen mit Migrationshintergrund ein, der in einem Fitnessstudio keine Aufnahme fand. Seit 2018 ist er im Rahmen des Projektes „Schule ohne Rassismus, Schule mit Courage“ zudem Pate seiner früheren Schule, dem Gymnasium Dörpsweg.